# Pristobrycon maculipinnis
Pristobrycon maculipinnis är en fiskart som beskrevs av Fink och Machado-allison 1992. Pristobrycon maculipinnis ingår i släktet Pristobrycon och familjen Characidae. Inga underarter finns listade i Catalogue of Life.